# Ero melanostoma
Ero melanostoma là một loài nhện trong họ Mimetidae.
Loài này thuộc chi Ero. Ero melanostoma được Cândido Firmino de Mello-Leitão miêu tả năm 1929.